# Humidité relative
L'humidité relative de l'air, ou degré hygrométrique, couramment notée φ, correspond  à la mesure du rapport entre le contenu en vapeur d'eau de l'air et sa capacité maximale à en contenir dans des conditions données.
En effet, un volume d'air donné à une température et pression donnée ne peut contenir qu'une certaine quantité de vapeur d'eau, et jamais plus. Cette quantité est de l'ordre de 15 grammes d'eau par kilogramme d'air à 20 °C à pression atmosphérique.  Ce rapport changera si on change la température ou la pression bien que l'humidité absolue de l'air n'ait pas changé, mais ne peut jamais être supérieur à 100 %. La capacité de l'air à contenir de l'humidité baisse avec la température, et l'humidité relative augmente, jusqu'à atteindre 100 % après quoi de la condensation apparaît et toute évaporation devient impossible.
Plus précisément, il s'agit du rapport de la pression partielle de la vapeur d'eau contenue dans l'air sur la pression de vapeur saturante (ou tension de vapeur) à la même température.  Elle est mesurée à l'aide d'un hygromètre.

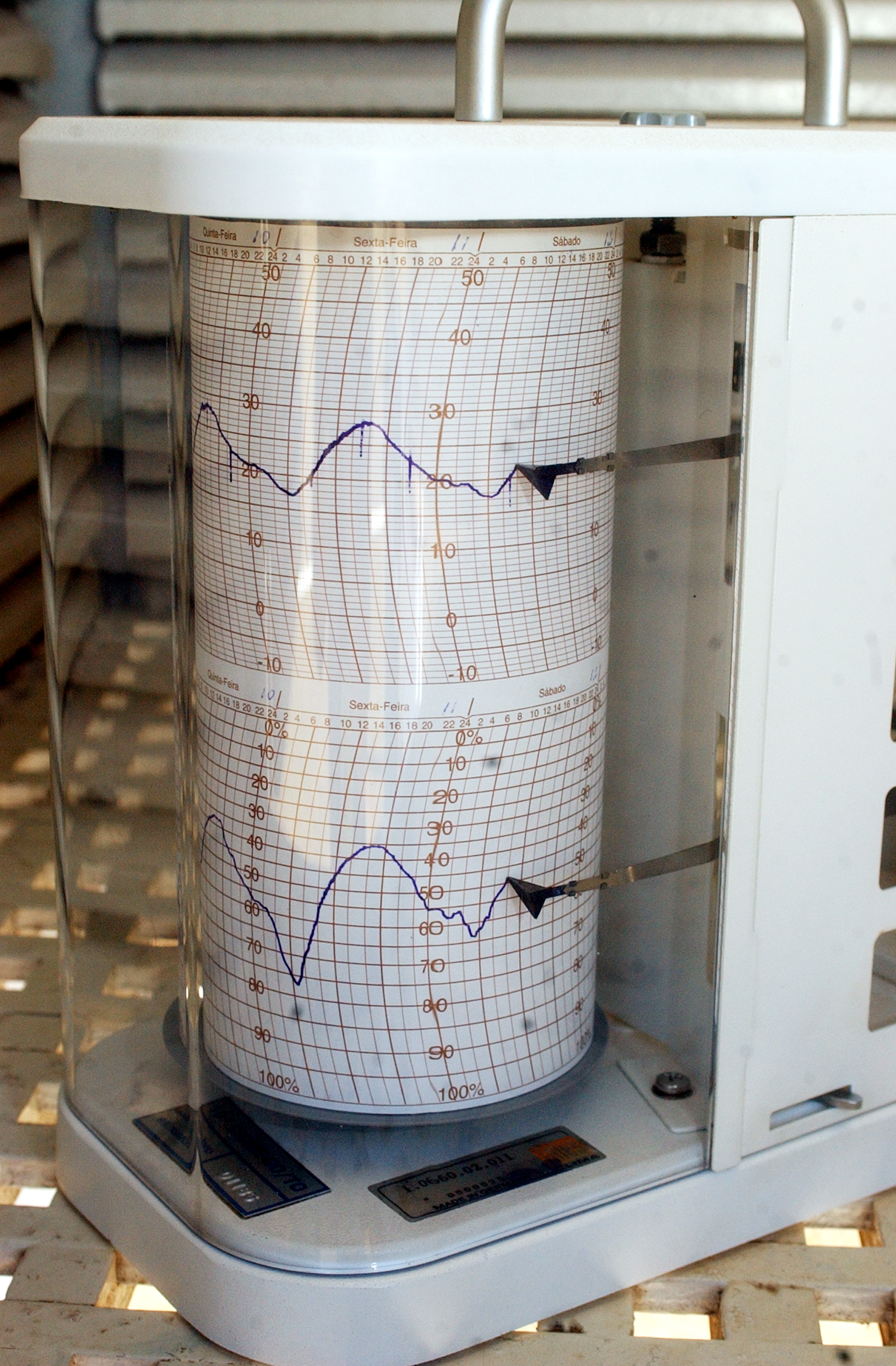
Thermo-hygrographe.

## Description
La pression de vapeur saturante correspond à la pression partielle de vapeur d'eau contenue dans l'air saturé. La pression de vapeur saturante est une fonction croissante de la température. Elle est la pression maximale de vapeur d'eau que peut contenir l'air à une température et une pression déterminées.
L'humidité relative est donc le rapport entre la pression de vapeur d'eau réellement présente dans l'air considéré (pression partielle de l'eau dans l'air, {\displaystyle P_{\mathrm {vap} }}) et la valeur de pression saturante, {\displaystyle P_{\mathrm {sat} }(T)}. Elle est exprimée le plus souvent en pourcentage et son expression devient :
{\displaystyle \varphi \;[\%]={\frac {P_{\text{vap}}}{P_{\text{sat}}(T)}}\times 100}
De cette expression on peut déduire les interprétations suivantes :
- comme la pression de vapeur saturante augmente avec la température, pour une même quantité absolue d'eau dans l'air, de l'air chaud aura une humidité relative plus basse que de l'air froid. Pour diminuer l'humidité relative d'un volume d'air fermé, il suffit donc de le réchauffer ;
- si on ajoute de la vapeur d'eau dans le volume sans changer sa température, une fois atteinte la saturation (100 %), l'humidité relative ne varie plus dans de l'air sans particules liquides.

## Applications

### Confort
Les humains et les animaux à sang chaud contrôlent la température de leur corps par évapotranspiration. En effet, l'évaporation de la sueur entraîne un refroidissement direct de la peau. L'humidité relative de l'air ambiant, ainsi que la vitesse du vent, influence l'évaporation de la sueur, et donc le refroidissement du corps. Un taux d'humidité trop faible accroît le refroidissement et augmente l'efficacité de la transpiration, tandis qu'un taux d'humidité trop important limite le refroidissement et donc amplifie la sensation de chaleur. Ainsi les fortes chaleurs sont-elles plus supportables par temps sec, la transpiration refroidissant efficacement le corps. Les grands froids sont aussi plus supportables par temps sec, mais pour des raisons de conduction thermique et non d'évaporation.
Selon l'American Society of Heating, Refrigerating and Air-Conditioning Engineers (ASHRAE), il est recommandé de maintenir un taux d'humidité relative entre 30 et 60 % (en dessous de 50 % si l'on veut limiter la prolifération des acariens). Selon le centre canadien d'hygiène et de sécurité au travail, « un taux d'humidité relative inférieur à 20 % peut causer un inconfort en raison de l'assèchement des muqueuses et de la peau. À l'opposé, un taux d'humidité relative supérieur à 70 % [...] rend aussi la pièce étouffante ».
Pour avoir un ordre d’idée, dans la zone de confort (soit environ 20 °C et 50 % d’humidité), une augmentation de 1 °C va provoquer une baisse de 2 à 3 % du taux d’humidité relative et inversement. Ce n’est qu’un ordre d’idée car les relations dans les diagrammes d’humidité sont faites de courbes. Un air à 20 °C et 50 % d'humidité relative contient 8,65 g d'eau par mètre cube ; à la même température mais à 100 % d'humidité relative, il en contient 17,3 g/m3, c'est-à-dire deux fois plus.

### Génie des procédés
La valeur d'humidité relative est importante en génie des procédés, plus particulièrement dans les opérations unitaires faisant intervenir l'air comme agent séchant. En effet, c'est la valeur d'humidité relative, comparée à l'activité de l'eau d'un produit solide ou liquide, qui va permettre de connaître le sens des échanges d'eau entre l'air et le produit ainsi que la valeur d'équilibre. Classiquement, l'air ambiant sera chauffé (diminution de son humidité relative et donc augmentation de son pouvoir séchant) avant d'être mis en contact avec le produit à sécher.
L'humidité relative joue aussi un rôle dans les opérations de transport de produits secs : si l'humidité relative est trop élevée, typiquement au-dessus de 50 %, les produits secs peuvent absorber de l'humidité et voir leurs propriétés changer, en particulier leur écoulement, ou leur tendance à générer des agrégats

### Déshumidificateur et désembuage des pare-brise
Pour diminuer l’humidité relative et absolue, la température de l’air est abaissée au-dessous du point de rosée de l’eau par un système de génération de froid tel qu'un climatiseur. Ce refroidissement augmente le degré d’humidité relative jusqu’à 100 %. À ce stade, des gouttelettes d’eau se forment. Elles sont alors séparées de l’air par gravité et de l’eau s’écoule hors du système. L’air refroidi, débarrassé d’une partie de son humidité, traverse ensuite la seconde partie du système, qui le réchauffe jusqu’à atteindre une température généralement un peu plus élevée qu'à l’entrée. L’humidité de l’air à la sortie de ce système est alors largement diminuée. Dans le cas du désembuage, il a un pouvoir séchant bien meilleur.

### Salle de concert
Dans ce domaine la température a moins d'importance que l'humidité. La sonorité des instruments de musique (constitués très souvent de bois) réagit beaucoup à l'hygrométrie. Il est important de concevoir le système de ventilation, de chauffage et de climatisation de manière à éviter que l'apport de calories s'accompagne d'une trop forte chute de l'hygrométrie. Il est plus important de respecter l'hygrométrie relative que la température du lieu. Exemple de problématique, les volumes à grande inertie, les "sur-ventilations nocturnes" (moyen de régulation par déphasage) posent des problèmes de saturation. Il est globalement moins grave de s'approcher des hygrométries élevées (sans bien sûr atteindre la saturation) que de rester à des hygrométries très faibles, inférieures à 30 %.

### Météorologie
L'humidité mesure la quantité de vapeur d'eau présente dans l'air, sans compter l'eau liquide et la glace. Pour que des nuages se forment, et qu'il y ait des précipitations, l'air doit atteindre une humidité relative légèrement supérieure à 100 % dans le voisinage des gouttelettes qui se forment. Cette sursaturation est nécessaire pour vaincre la tension de surface des molécules d'eau et ainsi qu'elles s'unissent sur une poussière servant de noyau de condensation. Après que les gouttelettes ont atteint un certain diamètre, l'humidité relative retombe à 100 % dans leur voisinage. Ceci se produit normalement quand l'air s'élève et se refroidit.
Typiquement, la pluie tombe ensuite dans de l'air qui n'est pas nécessairement saturé (moins de 100 % d'humidité relative). Une partie de l'eau des gouttes de pluie va donc s'évaporer dans cet air pendant sa chute, augmentant son humidité, mais pas toujours suffisamment pour que l'humidité relative atteigne 100 %. Il peut même arriver que les gouttes de pluie s'évaporent complètement avant d'arriver au sol si l'air est suffisamment sec, ce qui donne de la virga et aucune précipitations au sol.
L'évaporation de la pluie, en tombant dans l'air, refroidit également celui-ci, car l'évaporation nécessite un apport d'énergie qui est puisé dans l'environnement. Si le refroidissement est suffisant au sol, la température de l'air peut atteindre le point de rosée de l'environnement, ce qui augmente l'humidité relative à 100 %. On assiste alors à la formation de brouillard ou de rosée. Cependant, le déficit en eau de l'air sous forme de condensation fait baisser l'humidité absolue dans ce cas.
Finalement, le refroidissement de l'air par radiation (surtout la nuit) ou le passage sur une surface plus froide va faire descendre sa température. La quantité de vapeur d'eau y restant constante, son humidité relative va donc augmenter et on assistera à la formation de brume, brouillard ou rosée lorsque la saturation sera atteinte.